# Cratere Draper
Draper è un cratere lunare di 8,28 km situato nella parte nord-occidentale della faccia visibile della Luna.
Il cratere è dedicato all'astronomo statunitense Henry Draper.

## Crateri correlati
Alcuni crateri minori situati in prossimità di Draper sono convenzionalmente identificati, sulle mappe lunari, attraverso una lettera associata al nome.
| Draper | Coordinate            | Diametro (in km) |
| ------ | --------------------- | ---------------- |
| A      | 17°51′36″N 23°24′36″W | 3,88             |
| C      | 17°04′12″N 21°30′36″W | 7,41             |